# Simó Salamó
Simó Salamó (1706-1773) va ser un prevere, teòleg i escriptor d'origen jueu, de la meitat del segle xviii.

## Biografia
Nat a Illa (Rosselló) el 1706, mort a La Torre d'Elna el 1773. Estudià a Illa i obtingué el títol de doctorà en teologia a la Universitat de Tolosa. Fou beneficiari de l'església del seu municipi fins al 1755, quan esdevingué rector de Sant Feliu d'Avall i després d'Òpol (1759-68) i de La Torre d'Elna (1772).

## Obra
Escriví, amb Melcior Gelabert també rossellonès, prevere i doctor en teologia del bisbat d'Elna, obres en llatí: Compendiosa regula cleri (1753), Preparatio proxima ad mortem compendiosae regulae cleri ab iisdem auctoribus edita (1756), Regula cleri ex sacris litteris Sanctorum Patrum monimentis ecclesiasticisque sanctionibus excerpta (1757) i en particular, és autor d'un llibre en català, Regla de vida (mult útil als pobres y al menut poble, y molt saludable als richs y a les persones iluminades) (1753), que constitueix una obra cabdal de la literatura de l'època i que manifesta la penetració del gust francès en la forma i de l'esperit francès en el fons. Aquesta obra fou completada per l'obra també escrita conjuntament Manual de càntics que se canten en les missions que se fan en lo bisbat d'Elna (1755), primer intent d'adaptació del vers alexandrí a la poesia catalana, que mostra la faceta missionera dels ordes religiosos, també bon termòmetre per a mesurar, entre altres coses, la identitat catalana de la feligresia de la Catalunya del Nord, esdevinguda part de França.
Les Regles de Vida contenen els exercicis de cada dia (actes de fe, de gràcia, d'oferiment, d'amor, ...) que els cristians poden practicar; també s'hi inclou una fórmula de meditació davant diferents situacions: la mort, el pecat, la pèrdua de temps. En la segona part del petit manual, s'hi consignen alguns elements de meditació sobre la Passió de Crist i s'hi afegeix la devoció popular del rellotge de Passió amb les pregàries adients per a les catorze creus. El llenguatge és senzill i funcional propi de la literatura religiosa popular.